# 길리포스
길리포스(고대 그리스어: Γύλιππος, Gylippus)는 펠로폰네소스 전쟁에서 활약한 기원전 5세기 고대 스파르타의 장군이다.

## 생애
아버지 클레안드리다스는 스파르타의 왕 플레이스토아낙스의 지도자였지만, 기원전 446년에 아테네로부터 뇌물을 받은 것이 발각되어 스파르타에서 추방되었다. 그의 아버지는 아테네에서의 지원을 받아 아테네 사람들이 정착해 있던 이탈리아 반도에 건설된 그리스 식민지 투리(고대 그리스어: Θούριοι, Thurii)로 도망갔다. 어머니는 헤일로타이 출신이었을 가능성이 있고, 그렇다고 하면 길리포스는 진짜 스파르타 인이 아니라, 보다 신분이 낮았던 모타케스(고대 그리스어: μόθαξ, mothax)였을 수도 있다. 이러한 사정에도 불구하고 길리포스는 어려서부터 전통적인 스파르타식의 전사로 훈련받았고, 성인이 되어 스파르타 군의 일원으로써 부유한 스파르타인 후원자가 제공한 자금으로 필요한 비용을 조달했다. 불리한 배경을 가지고 있는 개인에게 전쟁은 명예와 출세를 얻을 기회였다.
아테네의 시켈리아 원정에 즈음하여 아테네에서 쫓겨난 알키비아데스는 시라쿠사이(현재의 시라쿠사) 지원을 위해 장군을 파견하도록 스파르타에 요청하였다. 그 결과 기원전 414년에 길리포스가 파견되었다. 그의 참전으로 전황은 일변 했다. 대치한 아테네의 장군 니키아스보다 대담했던 길리포스는 전투의 주도권을 쥔 아테네 군세를 요충지에서 몰아내고, 공성전을 하고 있었던 아테네들의 포위진을 무너뜨렸다. 아테네는 데모스테네스가 이끄는 증원 부대를 파견했지만, 그 역시 길리포스에게 패해 결국 아테네의 시라쿠사이 공략은 실패로 돌아갔다.
디오도로스 시켈로스는 아마 티마이오스를 근거로 길리포스가 포로가 된 아테네의 장군들을 사형에 처하도록 시라쿠사이 시민들을 부추겼던 것처럼 기록하고 있지만, 플루타르코스의 〈니키아스 전〉에 보이는 ‘필리스토스’(Philistus)라는 이름의 시라쿠사이 인의 변호 발언이나, 투키디데스의 기록에 의하면, 길리포스 자신이 포로들을 스파르타에 연행하여 승리의 증거로 삼으려 하였고, 포로들의 생명을 구하려고 했지만 뜻대로 되지 않았다고 전한다.
길리포스는 아버지 클레안드리다스처럼 금전적 스캔들로 인해 실각했다. 리산드로스로부터 신뢰를 얻고 있었던 길리포스는 스파르타의 에포로스(행정감독관)에게 은화 보물을 보내는 일을 맡았었는데, 짐의 일부를 횡령했다. 이 한 건은 곧 드러났고, 길리포스는 스파르타로부터 추방되어 유랑의 몸이 되었다. 궐석재판에서 사형을 선고 받은 길리포스는 이후 역사 기록에서 사라졌다.

## 같이 보기
- 시켈리아 원정